# ماري موريس
ماري موريس (بالإنجليزية: Mary Morris)‏ ‏ (1921-1997) هيَ ممرضة وَكاتبة أيرلندية، اشتهرت بِكتابتها لِيومياتها أثناء الحرب العالمية الثانية، ويُحتفظ بيومياتها في متحف الحرب الإمبراطوري، وفي يونيو 2017 تَم نَشر يومياتها تحت عنوان «يوميات خاصة جداً» (A Very Private Diary).
وُلدت ماري في 15 فبراير 1921 في مقاطعة جلوي في أيرلندا، وغادرت مَنزلها في سن 18 عام بعد اجتيازها لامتحان التدريب كممرضة تحت الاختبار في مستشفى غاي في لندن، وبعد انتهاء الاختبار تم نقلها إلى كينت. تُوفيت ماري في عام 1997.

## كتُبها
- Morris، Mary (12 يونيو 2014). A Very Private Diary. UK: orionbooks. ISBN:9780297871552. مؤرشف من الأصل في 2014-08-05.

## روابط خارجية
- مقالة التايمز الأيرلندية .
- مقالة التايمز الأيرلندية .
- مقالة كوناكت تريبيون.
- مقال عن تجارب ماري موريس، من قبل كارول أكتون.
- مقالة ديلي ميل.